# Kamienica Bidermanowska w Krakowie
Kamienica Bidermanowska (Lambachowska, Szembekowska, Barszczowe, Rodziny Rose) – zabytkowa kamienica znajdująca się w Krakowie, w dzielnicy I przy Rynku Głównym 5, na rogu z ulicą Sienną 2, na Starym Mieście.
Pierwszy murowany dom powstał na tej posesji w połowie XIV wieku, była to rezydencja patrycjuszowska. W drugiej połowie XIV wieku dobudowano przedproże i pierwsze piętro. Pod koniec XV wieku i w pierwszej ćwierci XVI wieku dom należał do drukarza Jana Hallera – bogatego krakowskiego mieszczanina. W drugiej i trzeciej ćwierci XVI wieku był własnością alzackiej rodziny Lambachów (Lembochów)-Spiglerów. Od 1582 należała do Stanisława Szembeka – rajcy, który przebudował kamienicę (wzniesiono wówczas murowaną oficynę tylną, zmieniono układ parteru i zbudowano klatkę schodową z altaną, a także nową fasadę zwieńczoną podwójnym szczytem z manierystyczną dekoracją. W latach 1624–1643 kamienica stanowiła własność rajcy Jerzego Bidermana i jego spadkobierców. Później, od 1680 do Antoniego Lukiniego (Lucchiniego). Od 1719 roku była własnością rodziny Bartschów – właścicieli sąsiedniego domu nr 4. Od roku 1818 do lat 60. XIX wieku właścicielami byli Wysoccy (m.in. Tomasz Wysocki – prorektor Liceum św. Anny). W latach 1819–1820 przeprowadzono według projektu Szczepana Humberta klasycystyczną przebudowę: zmieniono dach i fasady. W roku 1898 przeprowadzono modernizację pod kierunkiem Beniamina Torbe dla Amalii Eibenschützowej. Fasada uzyskała wtedy styl eklektyczny, a pomieszczenia pierwszego piętra adaptowano na potrzeby domu handlowego. Na przełomie XIX i XX wieku w kamienicy mieściła się m.in. restauracja i sklep meblowy firmy Mendel Pamm.
Obecna, secesyjna kamienica została zbudowana w latach 1912–1914 w oparciu o projekt Henryka Lamensdorfa dla Adolfa i Feigli Rose po całkowitym wyburzeniu starej zabudowy w roku 1907.
Od 2002 roku, kiedy zakończył się generalny remont, w kamienicy mieścił się salon Empiku, który zamknięto w 2013 roku. Obecnie znajduje się tam butik hiszpańskiej firmy odzieżowej Zara.
23 maja 1990 kamienica została wpisana do rejestru zabytków. Znajduje się także w gminnej ewidencji zabytków.